# Thevenetimyia tenta
Thevenetimyia tenta är en tvåvingeart som beskrevs av Hall 1969. Thevenetimyia tenta ingår i släktet Thevenetimyia och familjen svävflugor. Inga underarter finns listade i Catalogue of Life.